# Motricidade orofacial

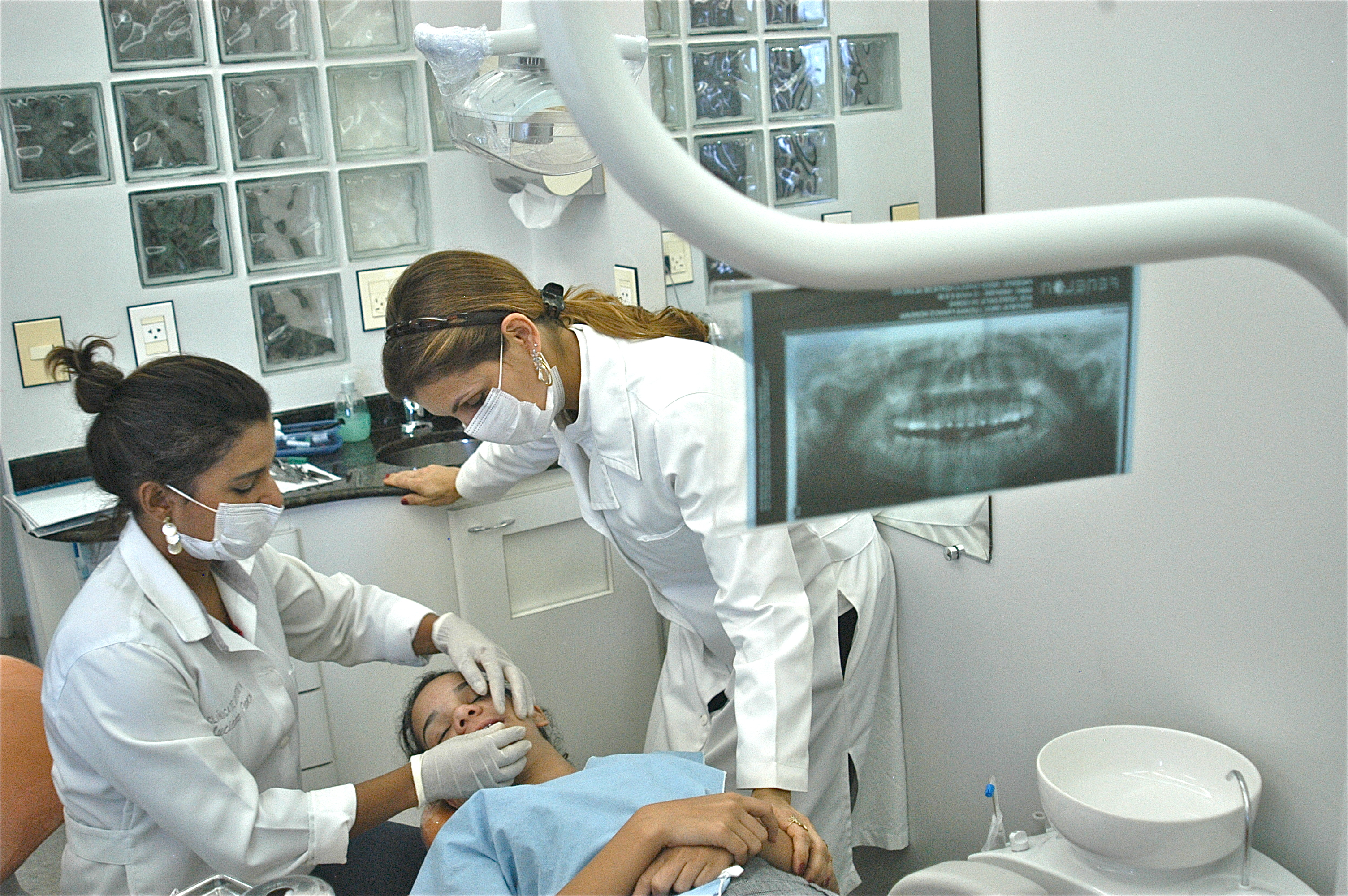
Dentista e fonoaudióloga ajustando aparelho ortodôntico.

Motricidade orofacial é a área da fonoaudiologia relacionada a promoção, diagnóstico e tratamento do sistema estomatognático relacionado às funções de respiração, sucção, mastigação, deglutição e fala nos diferentes ciclos da vida, abrangendo o desenvolvimento desde o período gestacional até o processo natural de envelhecimento. . Dentre as alterações que podem ser abordadas nesta área, podemos citar: hábitos orais deletérios, anomalias craniofaciais como síndromes, fissuras labiopalatinas e outras malformações, alterações dento-oclusais e desproporções maxilo-mandibulares, alterações das estruturas de tecido mole que compõem o sistema estomatognático, tais como da língua, do frênulo lingual dentre outras, doenças respiratórias como rinite alérgica, asma, apneia obstrutiva do sono dentre outras, disfunções da articulação temporomandibular e dor orofacial, sequelas que envolvam danos orofaciais decorrentes de traumatismos, queimaduras, perfurações, entre outros, tratamento do câncer de boca, doenças Infecciosas com acometimento da mucosa das vias aéreas e digestórias superiores sendo as mais comuns: tuberculose, leishmaniose,  paracoccidioidomicose e AIDS, doenças do sistema nervoso central ou periférico como esclerose Lateral amiotrófica, miastenia grave, síndrome de Guillain-Barre, distrofias musculares, doença de Parkinson, paralisa facial, encefalopatia crônica não progressiva, acidente vascular encefálico, traumatismo craniofacial, disfunção neuromotora  entre outras, imaturidade do processo de desenvolvimento do neonato, como dificuldade na alimentação por via oral dentre outras, processo natural do envelhecimento, como o trabalho com a força e coordenação muscular, sensibilidade, estética facial, entre outras, perda dos dentes e processo de reabilitação oral protética e cirurgia bariátrica, obesidade e transtornos alimentares.
O fonoaudiólogo que atua na área de Motricidade Orofacial deve valorizar a importância da interdisciplinaridade no processo de diagnóstico e tratamento, sendo essencial para o sucesso terapêutico a atuação de forma integrada com as diferentes especialidades, tais como médicos (Otorrinolaringologia, Cirurgia de Cabeça e Pescoço, Gerontologia, Pediatria, Alergologia, Oncologia, Neonatologia, Neurologia, Dermatologia, Gastroenterologista, Endocrinologia, Genética, Pneumologia, Cirurgia Plástica, dentre outras), odontólogos (Odontopediatria, Ortodontia, Ortopedia Funcional dos Maxilares, Cirurgia bucomaxilofacial, Disfunção temporomandibular e dor orofacial, Reabilitação oral, Periodontia, Estética, dentre outras), fisioterapeutas, nutricionistas, terapeutas ocupacionais, psicólogos e na interface com áreas de Educação, Pedagogia e Psicopedagogia e com as demais especialidades da Fonoaudiologia, a saber: Audiologia, Disfagia, Fonoaudiologia Escolar, Linguagem, Saúde Coletiva e Voz.
Atualmente, a Motricidade Orofacial é considerada uma especialidade da Fonoaudiologia reconhecida pelo Conselho Federal de Fonoaudiologia. A Associação Brasileira de Motricidade Orofacial (ABRAMO) é uma associação civil de fins não econômicos que tem como objetivo promover a Motricidade Orofacial no Brasil por meio de ações sociais de divulgação do tema, a promoção de Encontros Nacionais, Interamericanos e/ou Internacionais, Congressos e cursos específicos da área.